# Jabulani Mnguni
Jabulani Mnguni (ur. 9 grudnia 1972) – południowoafrykański piłkarz grający podczas kariery na pozycji pomocnika.

## Kariera klubowa
Karierę Mnguni rozpoczął w Vaal Professionals w 1996. W latach 1999–2001 występował w Orlando Pirates. Z Piratami zdobył mistrzostwo RPA w 2001. Karierę zakończył Wietnamie w klubie Sông Lam Nghệ An.

## Kariera reprezentacyjna
Mnguni występował w reprezentacji RPA w 1997. W tym roku uczestniczył w Pucharze Konfederacji. Na turnieju w Arabii Saudyjskiej wystąpił w meczu z Urugwajem.